# Malaunay
Malaunay és un municipi francès, situat al departament del Sena Marítim i a la regió de Normandia.